# Federico Mussini
Federico Mussini, né le 12 mars 1996, à Reggio d'Émilie, en Italie, est un joueur italien, de basket-ball. Il évolue au poste de meneur.

## Palmarès
- EuroChallenge 2014

- Médaillé d'argent des Jeux méditerranéens de 2018